# Pleasure Point (Kalifornija)
Pleasure Point je naseljeno područje za statističke svrhe u američkoj saveznoj državi Kalifornija. Prema popisu stanovništva iz 2010. u njemu je živjelo 5.846 stanovnika.